# Tolkning (psykoanalys)
Tolkning i psykoanalys och psykoterapi innebär begripliggörande av omedvetet problematiskt, det vill säga omedvetet konfliktfyllt psykiskt material. Den nuförtiden vanligaste typen av problem hos psykoterapisökande är gränsproblematik. Gränsproblematik är medveten eller förmedveten och låter sig inte tolkas.
Utanför terapirummet är tolkningar som regel malplacerade, eftersom de i avsaknad av ett behandlingskontrakt utgör gränsöverskridanden som iscensätter konflikter istället för att lösa dem.